# Индукција (математика)
За чланак о формалном начину доказивања у математици, видети: Математичка индукција
Индукција (лат. inductio - увођење), индуктивни метод у математици, је врста закључивања од појединачног ка општем, тј. општи закључак заснован на изучавању својстава одељених, појединачних факата (експеримената, осматрања).
ПримерПошто конструишемо графике коначног броја линеарних једначина с две променљиве, рецимо једначине {\displaystyle 2x-3y+4=0,\;3x+2y-1=0,} и уверимо се да графици ових једначина у Декартовом правоуглом систему координата представљају праве, закључићемо да ће график једначине облика {\displaystyle ax+by+c=0} у истом координатном систему представљати праву.
Ако се општи закључак изводи на основу изучавања свих појединачних факата (објеката, фигура, бројева, итд.), индукција се назива потпуна. Наведени пример закључивања је пример непотпуне индукције.
Ако се доказује теорема о периферијском углу у кругу разматрајући све појединачне случајеве положаја центара круга у односу на краке угла (центар лежи на краку, центар лежи у углу, центар лежи ван угла), изведени закључак, доказ, представљаће потпуну индукцију.
Индукција се назива и индуктивно закључивање, или индуктивни метод. Индукција може да доведе како до исправних тако и до погрешних закључака. На пример, Фермаови бројеви облика {\displaystyle 2^{2^{n}}+1,} за n = 1, 2, 3 су респективно прости бројеви: 5, 17, 257. Међутим, (чувени Фермаов) Закључак: сви Фермаови бројеви су прости, показао се нетачан. Већ за n = 5, како је то доказао Леонард Ојлер, Фермаов број је дељив са 641.
Индукција се широко користи у школи при извођењу правила, критеријума о дељивости бројева, при изучавању операција с рационалним бројевима, итд. 